# Bufoides meghalayanus
Bufoides meghalayanus е вид жаба от семейство Крастави жаби (Bufonidae). Видът е застрашен от изчезване.

## Разпространение
Разпространен е в Индия (Мегхалая и Мизорам).